# CART Grand Prix of Chicago 2002
CART Grand Prix of Chicago 2002 var den sjunde deltävlingen i CART World Series 2002. Racet kördes den 30 juni på Chicago Motor Speedway, och vanns av Cristiano da Matta, som drygade ut mästerskapsledningen med ytterligare fem poäng, även om Bruno Junqueira kom tvåa. Tävlingen var det sista stora evenemanget på Chicago Motor Speedway, innan banan lades ned.

## Slutresultat
| Plats | Förare               | Team                | Grid | Kvaltid |
| ----- | -------------------- | ------------------- | ---- | ------- |
| 1     | Cristiano da Matta   | Newman/Haas Racing  | 3    | 23,443  |
| 2     | Bruno Junqueira      | Chip Ganassi Racing | 5    | 23,545  |
| 3     | Dario Franchitti     | Team KOOL Green     | 1    | 23,428  |
| 4     | Tora Takagi          | Walker Racing       | 8    | 23,674  |
| 5     | Shinji Nakano        | Fernández Racing    | 16   | 23,905  |
| 6     | Scott Dixon          | Chip Ganassi Racing | 9    | 23,723  |
| 7     | Alex Tagliani        | Forsythe Racing     | 2    | 23,434  |
| 8     | Tony Kanaan          | Mo Nunn Racing      | 8    | 23,674  |
| 9     | Paul Tracy           | Team KOOL Green     | 13   | 23,847  |
| 10    | Michel Jourdain Jr.  | Team Rahal          | 18   | 24,319  |
| 11    | Mario Domínguez      | Herdez Competition  | 15   | 23,890  |
| 12    | Townsend Bell        | Patrick Racing      | 17   | 24,174  |
| 13    | Adrián Fernández     | Fernández Racing    | 6    | 23,611  |
| 14    | Christian Fittipaldi | Newman/Haas Racing  | 11   | 23,785  |
| 15    | Michael Andretti     | Team Motorola       | 13   | 23,884  |
| 16    | Patrick Carpentier   | Forsythe Racing     | 7    | 23,629  |
| 17    | Jimmy Vasser         | Team Rahal          | 10   | 23,732  |
| 18    | Kenny Bräck          | Chip Ganassi Racing | 12   | 23,791  |